# 7-メチルグアノシン
7-メチルグアノシン(7-Methylguanosine, m7G)は、修飾されたプリンヌクレオシドで、グアノシンのメチル化物で、尿中に見られる場合、いくつかのタイプの癌のバイオマーカーとなる可能性がある。伝令RNA中では、7-メチルグアノシンは、5'末端を保護する5'キャップの役割を持つ。